# Lijst van voetbalinterlands Ghana - Servië
Deze lijst van voetbalinterlands is een overzicht van alle officiële voetbalwedstrijden tussen de nationale teams van Ghana en Servië. De landen speelden tot op heden een keer tegen elkaar: een groepswedstrijd bij het Wereldkampioenschap voetbal 2010, gespeeld op 13 juni 2010 in Pretoria (Zuid-Afrika).

## Wedstrijden
| № | Plaats   | Datum        | Competitie | Wedstrijd      | Uitslag |
| - | -------- | ------------ | ---------- | -------------- | ------- |
| 1 | Pretoria | 13 juni 2010 | WK 2010    | Servië – Ghana | 0 – 1   |

## Samenvatting
| Competitie   | Totaal gespeeld | Winst Ghana | Gelijk | Winst Servië | Doelsaldo Ghana – Servië |
| ------------ | --------------- | ----------- | ------ | ------------ | ------------------------ |
| WK-eindronde | 1               | 1           | 0      | 0            | 1 − 0                    |
| Totaal       | 1               | 1           | 0      | 0            | 1 − 0                    |

## Details

### Eerste ontmoeting
| WK 2010 (Pretoria, Zuid-Afrika, 13 juni 2010): |              | |
| Servië | 0 – 1        | Ghana |
| | goals        | 85' (pen.) Asamoah Gyan |
| Radomir Antić | bondscoach   | Milovan Rajevać |
| Vladimir Stojković Aleksandar Kolarov Nemanja Vidić Branislav Ivanović Marko Pantelić Dejan Stanković Nenad Milijaš 62' Aleksandar Luković Milan Jovanović 76' Nikola Žigić 69' Miloš Krasić | opstellingen | Richard Kingson Hans Sarpei 90+3' Asamoah Gyan John Pantsil John Mensah Anthony Annan Prince Tagoe André Ayew Isaac Vorsah 73' Kwadwo Asamoah 90+1' Kevin-Prince Boateng |
| Zdravko Kuzmanović 62' Danko Lazović 69' Neven Subotić 76' | wissels      | 73' Stephen Appiah 90+1' Lee Addy 90+3' Quincy Owusu-Abeyie |
| Nikola Žigić 19' Zdravko Kuzmanović 83' | gele kaarten | 26' Isaac Vorsah 89' Prince Tagoe |
| Aleksandar Luković 54', 74' | rode kaarten | |